# Stamboom Juliana van Oranje-Nassau (1909-2004)
Dit is de stamboom van Juliana van Oranje-Nassau (1909-2004). Juliana was van 1948 tot 1980 Koningin der Nederlanden.
| Kwartierstaat en parenteel Juliana van Oranje-Nassau (1909-2004)                        | Kwartierstaat en parenteel Juliana van Oranje-Nassau (1909-2004)                                           | Kwartierstaat en parenteel Juliana van Oranje-Nassau (1909-2004)                                           | Kwartierstaat en parenteel Juliana van Oranje-Nassau (1909-2004)                                           | Kwartierstaat en parenteel Juliana van Oranje-Nassau (1909-2004)                                           | Kwartierstaat en parenteel Juliana van Oranje-Nassau (1909-2004)                                           | Kwartierstaat en parenteel Juliana van Oranje-Nassau (1909-2004)                                           | Kwartierstaat en parenteel Juliana van Oranje-Nassau (1909-2004)                                           | Kwartierstaat en parenteel Juliana van Oranje-Nassau (1909-2004)                                           | Kwartierstaat en parenteel Juliana van Oranje-Nassau (1909-2004)                             | Kwartierstaat en parenteel Juliana van Oranje-Nassau (1909-2004)                             | Kwartierstaat en parenteel Juliana van Oranje-Nassau (1909-2004)                                                        | Kwartierstaat en parenteel Juliana van Oranje-Nassau (1909-2004)                                 | Kwartierstaat en parenteel Juliana van Oranje-Nassau (1909-2004)                                   | Kwartierstaat en parenteel Juliana van Oranje-Nassau (1909-2004)                                        | Kwartierstaat en parenteel Juliana van Oranje-Nassau (1909-2004)                              | Kwartierstaat en parenteel Juliana van Oranje-Nassau (1909-2004)                             |
| --------------------------------------------------------------------------------------- | --- | --- | --- | --- | --- | --- | --- | --- | -------------------------------------------------------------------------------------------- | -------------------------------------------------------------------------------------------- | --- | ------------------------------------------------------------------------------------------------ | -------------------------------------------------------------------------------------------------- | --- | --------------------------------------------------------------------------------------------- | -------------------------------------------------------------------------------------------- |
| Oudouders                                                                               | Frederik Frans I van Mecklenburg-Schwerin (1756-1837) x 1775 Louise van Saksen-Gotha (1756-1808)           | Paul I Romanov (1754-1801) x 1776 Sophia Dorothea van Württemberg (1759-1828) Maria Fjodorovna             | Frederik Willem II van Pruisen (1744-1797) x 1769 Frederika van Hessen-Darmstadt (1751-1805)               | Karel II van Mecklenburg-Strelitz (1741-1816) x 1768 Frederika van Hessen-Darmstadt (1752-1782)            | Frederik van Schwarzburg-Rudolstadt (1736-1793) x 1763 Frederika van Schwarzburg-Rudolstadt                | Frederik V van Hessen-Homburg (1784-1820) x Caroline van Hessen-Darmstadt (1746-1821)                      | Otto van Schönburg-Waldenburg (1758-1800) x Henriette Reuss zu Köstritz (1755–1829)                        | Lodewijk Frederik II van Schwarzburg-Rudolstadt (1767-1807) x 1791 Karoline van Hessen-Homburg (1771-1854) | Willem V van Oranje-Nassau (1748-1806) x 1767 Wilhelmina van Pruisen (1751-1820)             | Frederik Willem II van Pruisen (1744-1797) x 1769 Frederika van Hessen-Darmstadt (1751-1805) | Peter III Fjodorovitsj (1728-1762) x Sophie Augusta Frederika van Anhalt-Zerbst-Dornburg (1729-1796) Catharina de Grote | Frederik II van Württemberg (1732-1797) x Frederika Dorothea van Brandenburg-Schwedt (1736-1798) | George I van Waldeck-Pyrmont (1747-1813) x Augusta van Schwarzburg-Ebeleben (1766-1849)            | Victor II van Anhalt-Bernburg-Schaumburg-Hoym (1767-1812) x 1793 Amalie van Nassau-Weilburg (1776-1841) | Frederik Willem van Nassau-Weilburg (1768-1816) x 1788 Louise van Sayn-Hachenburg (1772-1827) | Paul van Württemberg (1785-1852) x 1805 Charlotte von Saxe-Hildburghausen (1787-1847)        |
| Betovergrootouders                                                                      | Frederik Lodewijk van Mecklenburg-Schwerin (1778-1819) x 1799 Helena Pavlovna Romanova (1784-1803)         | Frederik Lodewijk van Mecklenburg-Schwerin (1778-1819) x 1799 Helena Pavlovna Romanova (1784-1803)         | Frederik Willem III van Pruisen (1770-1840) x 1793 Louise van Mecklenburg-Strelitz (1776-1810)             | Frederik Willem III van Pruisen (1770-1840) x 1793 Louise van Mecklenburg-Strelitz (1776-1810)             | Karel Günther van Schwarzburg-Rudolstadt (1771-1825) x 1793 Louise van Hessen-Homburg (1772-1854)          | Karel Günther van Schwarzburg-Rudolstadt (1771-1825) x 1793 Louise van Hessen-Homburg (1772-1854)          | Otto Victor van Schönburg (1785-1859) x 1817 Thecla van Schwarzburg-Rudolstadt (1795-1861)                 | Otto Victor van Schönburg (1785-1859) x 1817 Thecla van Schwarzburg-Rudolstadt (1795-1861)                 | Willem I van Oranje-Nassau (1772-1843) x 1791 Wilhelmina van Pruisen (1774-1837)             | Willem I van Oranje-Nassau (1772-1843) x 1791 Wilhelmina van Pruisen (1774-1837)             | Paul I Romanov (1754-1801) x 1776 Sophia Dorothea van Württemberg (1759-1828) Maria Fjodorovna                          | Paul I Romanov (1754-1801) x 1776 Sophia Dorothea van Württemberg (1759-1828) Maria Fjodorovna   | George van Waldeck-Pyrmont (1789-1845) x 1823 Emma van Anhalt-Bernburg-Schaumburg-Hoym (1802-1858) | George van Waldeck-Pyrmont (1789-1845) x 1823 Emma van Anhalt-Bernburg-Schaumburg-Hoym (1802-1858)      | Willem van Nassau (1792-1839) x 1829 Pauline van Württemberg (1810-1856)                      | Willem van Nassau (1792-1839) x 1829 Pauline van Württemberg (1810-1856)                     |
| Overgrootouders                                                                         | Paul Frederik van Mecklenburg-Schwerin (1800-1842) x 1822 Alexandrine van Pruisen (1803-1892)              | Paul Frederik van Mecklenburg-Schwerin (1800-1842) x 1822 Alexandrine van Pruisen (1803-1892)              | Paul Frederik van Mecklenburg-Schwerin (1800-1842) x 1822 Alexandrine van Pruisen (1803-1892)              | Paul Frederik van Mecklenburg-Schwerin (1800-1842) x 1822 Alexandrine van Pruisen (1803-1892)              | Frans Frederik van Schwarzburg-Rudolstadt (1801-1875) x 1847 Mathilda van Schönburg-Waldenburg (1826-1914) | Frans Frederik van Schwarzburg-Rudolstadt (1801-1875) x 1847 Mathilda van Schönburg-Waldenburg (1826-1914) | Frans Frederik van Schwarzburg-Rudolstadt (1801-1875) x 1847 Mathilda van Schönburg-Waldenburg (1826-1914) | Frans Frederik van Schwarzburg-Rudolstadt (1801-1875) x 1847 Mathilda van Schönburg-Waldenburg (1826-1914) | Willem II van Oranje-Nassau (1792-1849) x 1816 Anna Romanov (1795-1865)                      | Willem II van Oranje-Nassau (1792-1849) x 1816 Anna Romanov (1795-1865)                      | Willem II van Oranje-Nassau (1792-1849) x 1816 Anna Romanov (1795-1865)                                                 | Willem II van Oranje-Nassau (1792-1849) x 1816 Anna Romanov (1795-1865)                          | George Victor van Waldeck-Pyrmont (1831-1893) x 1853 Helena van Nassau (1831-1888)                 | George Victor van Waldeck-Pyrmont (1831-1893) x 1853 Helena van Nassau (1831-1888)                      | George Victor van Waldeck-Pyrmont (1831-1893) x 1853 Helena van Nassau (1831-1888)            | George Victor van Waldeck-Pyrmont (1831-1893) x 1853 Helena van Nassau (1831-1888)           |
| Grootouders                                                                             | Frederik Frans II van Mecklenburg-Schwerin (1823-1883) x 1868 Marie van Schwarzburg-Rudolstadt (1850-1922) | Frederik Frans II van Mecklenburg-Schwerin (1823-1883) x 1868 Marie van Schwarzburg-Rudolstadt (1850-1922) | Frederik Frans II van Mecklenburg-Schwerin (1823-1883) x 1868 Marie van Schwarzburg-Rudolstadt (1850-1922) | Frederik Frans II van Mecklenburg-Schwerin (1823-1883) x 1868 Marie van Schwarzburg-Rudolstadt (1850-1922) | Frederik Frans II van Mecklenburg-Schwerin (1823-1883) x 1868 Marie van Schwarzburg-Rudolstadt (1850-1922) | Frederik Frans II van Mecklenburg-Schwerin (1823-1883) x 1868 Marie van Schwarzburg-Rudolstadt (1850-1922) | Frederik Frans II van Mecklenburg-Schwerin (1823-1883) x 1868 Marie van Schwarzburg-Rudolstadt (1850-1922) | Frederik Frans II van Mecklenburg-Schwerin (1823-1883) x 1868 Marie van Schwarzburg-Rudolstadt (1850-1922) | Willem III van Oranje-Nassau (1817-1890) x 1879 Emma van Waldeck-Pyrmont (1858-1934)         | Willem III van Oranje-Nassau (1817-1890) x 1879 Emma van Waldeck-Pyrmont (1858-1934)         | Willem III van Oranje-Nassau (1817-1890) x 1879 Emma van Waldeck-Pyrmont (1858-1934)                                    | Willem III van Oranje-Nassau (1817-1890) x 1879 Emma van Waldeck-Pyrmont (1858-1934)             | Willem III van Oranje-Nassau (1817-1890) x 1879 Emma van Waldeck-Pyrmont (1858-1934)               | Willem III van Oranje-Nassau (1817-1890) x 1879 Emma van Waldeck-Pyrmont (1858-1934)                    | Willem III van Oranje-Nassau (1817-1890) x 1879 Emma van Waldeck-Pyrmont (1858-1934)          | Willem III van Oranje-Nassau (1817-1890) x 1879 Emma van Waldeck-Pyrmont (1858-1934)         |
| Ouders                                                                                  | Hendrik van Mecklenburg-Schwerin (1876-1934) x 1901 Wilhelmina van Oranje-Nassau (1880-1962)               | Hendrik van Mecklenburg-Schwerin (1876-1934) x 1901 Wilhelmina van Oranje-Nassau (1880-1962)               | Hendrik van Mecklenburg-Schwerin (1876-1934) x 1901 Wilhelmina van Oranje-Nassau (1880-1962)               | Hendrik van Mecklenburg-Schwerin (1876-1934) x 1901 Wilhelmina van Oranje-Nassau (1880-1962)               | Hendrik van Mecklenburg-Schwerin (1876-1934) x 1901 Wilhelmina van Oranje-Nassau (1880-1962)               | Hendrik van Mecklenburg-Schwerin (1876-1934) x 1901 Wilhelmina van Oranje-Nassau (1880-1962)               | Hendrik van Mecklenburg-Schwerin (1876-1934) x 1901 Wilhelmina van Oranje-Nassau (1880-1962)               | Hendrik van Mecklenburg-Schwerin (1876-1934) x 1901 Wilhelmina van Oranje-Nassau (1880-1962)               | Hendrik van Mecklenburg-Schwerin (1876-1934) x 1901 Wilhelmina van Oranje-Nassau (1880-1962) | Hendrik van Mecklenburg-Schwerin (1876-1934) x 1901 Wilhelmina van Oranje-Nassau (1880-1962) | Hendrik van Mecklenburg-Schwerin (1876-1934) x 1901 Wilhelmina van Oranje-Nassau (1880-1962)                            | Hendrik van Mecklenburg-Schwerin (1876-1934) x 1901 Wilhelmina van Oranje-Nassau (1880-1962)     | Hendrik van Mecklenburg-Schwerin (1876-1934) x 1901 Wilhelmina van Oranje-Nassau (1880-1962)       | Hendrik van Mecklenburg-Schwerin (1876-1934) x 1901 Wilhelmina van Oranje-Nassau (1880-1962)            | Hendrik van Mecklenburg-Schwerin (1876-1934) x 1901 Wilhelmina van Oranje-Nassau (1880-1962)  | Hendrik van Mecklenburg-Schwerin (1876-1934) x 1901 Wilhelmina van Oranje-Nassau (1880-1962) |
| Juliana van Oranje-Nassau (1909-2004) x 1937 Bernhard van Lippe-Biesterfeld (1911-2004) | | | | | | | | |                                                                                              |                                                                                              | |                                                                                                  | | |                                                                                               |                                                                                              |
| Kinderen                                                                                | Beatrix (1938) x 1966 Claus van Amsberg (1926-2002)                                                        | Beatrix (1938) x 1966 Claus van Amsberg (1926-2002)                                                        | Beatrix (1938) x 1966 Claus van Amsberg (1926-2002)                                                        | Beatrix (1938) x 1966 Claus van Amsberg (1926-2002)                                                        | Irene (1939) x 1964-1981 Carel Hugo van Bourbon-Parma (1930-2010)                                          | Irene (1939) x 1964-1981 Carel Hugo van Bourbon-Parma (1930-2010)                                          | Irene (1939) x 1964-1981 Carel Hugo van Bourbon-Parma (1930-2010)                                          | Irene (1939) x 1964-1981 Carel Hugo van Bourbon-Parma (1930-2010)                                          | Margriet (1943) x 1967 Pieter van Vollenhoven (1939)                                         | Margriet (1943) x 1967 Pieter van Vollenhoven (1939)                                         | Margriet (1943) x 1967 Pieter van Vollenhoven (1939)                                                                    | Margriet (1943) x 1967 Pieter van Vollenhoven (1939)                                             | Margriet (1943) x 1967 Pieter van Vollenhoven (1939)                                               | Christina (1947-2019) x 1975-1996 Jorge Guillermo (1946)                                                | Christina (1947-2019) x 1975-1996 Jorge Guillermo (1946)                                      | Christina (1947-2019) x 1975-1996 Jorge Guillermo (1946)                                     |
| Kleinkinderen                                                                           | Willem-Alexander (1967) x 2002 Maxima (1971)                                                               | Friso (1968-2013) x 2004 Mabel (1968)                                                                      | Friso (1968-2013) x 2004 Mabel (1968)                                                                      | Constantijn (1969) x 2001 Laurentien (1966)                                                                | Carlos (1970) x 2010 Annemarie (1977)                                                                      | Margarita (1972) x 2001-2006 Edwin (1966) x 2008 Tjalling (1975)                                           | Jaime (1972) x 2013 Viktória (1982)                                                                        | Carolina (1974) x 2012 Albert (1974)                                                                       | Maurits (1968) x 1998 Marilène (1970)                                                        | Bernhard jr (1969) x 2000 Annette (1972)                                                     | Bernhard jr (1969) x 2000 Annette (1972)                                                                                | Pieter Christiaan (1972) x 2005 Anita (1969)                                                     | Floris (1975) x 2005 Aimée (1977)                                                                  | Bernardo (1977) x 2009-2011 (?) Eva (1978)                                                              | Nicolás (1979)                                                                                | Juliana (1981) x Tao Bodhi                                                                   |
| Achterkleinkinderen                                                                     | Catharina-Amalia (2003) Alexia (2005) Ariane (2007)                                                        | Luana (2005) Zaria (2006)                                                                                  | Luana (2005) Zaria (2006)                                                                                  | Eloise (2002) Claus-Casimir (2004) Leonore (2006)                                                          | Carlos (1997) (buitenechtelijk) Luisa (2012) Cecilia (2013) Carlos (2016)                                  | Julia (2008) Paola (2011)                                                                                  | Zita (2014) Gloria (2016)                                                                                  | Alaïa-Maria (2014) Xavier (2015)                                                                           | Anna (2001) Lucas (2002) Felicia (2005)                                                      | Isabella (2002) Samuel (2004) Benjamin (2008)                                                | Isabella (2002) Samuel (2004) Benjamin (2008)                                                                           | Emma (2006) Pieter (2008)                                                                        | Magali (2007) Eliane (2009) Willem Jan (2013)                                                      | Isabel (2009) Julian (2011)                                                                             | -                                                                                             | Kai (2014) Numa (2016) Aida (?)                                                              |